# Stictopleurus
Stictopleurus is een geslacht van wantsen uit de familie glasvleugelwantsen (Rhopalidae). Het geslacht werd voor het eerst wetenschappelijk beschreven door Stål in 1872.

## Soorten
Het genus bevat de volgende soorten:

- Stictopleurus abutilon (Rossi, 1790)
- Stictopleurus angustus Reuter, 1900
- Stictopleurus breviantennus Zhang, 1989
- Stictopleurus brevicornis Blöte, 1934
- Stictopleurus crassicornis (Linnaeus, 1758)
- Stictopleurus dollingi Göllner-Scheiding, 1975
- Stictopleurus expallidus Kiritshenko, 1964
- Stictopleurus intermedius (Baker, 1908)
- Stictopleurus knighti Harris, 1942
- Stictopleurus minutus Blöte, 1934
- Stictopleurus murinus Putshkov, 1978
- Stictopleurus ocularis Kiritshenko, 1954
- Stictopleurus pictus (Fieber, 1861)
- Stictopleurus plutonius Baker, 1908
- Stictopleurus punctatonervosus (Goeze, 1778)
- Stictopleurus punctiventris (Dallas, 1852)
- Stictopleurus ribauti Vidal, 1952
- Stictopleurus ribesi Göllner-Scheiding, 1975
- Stictopleurus scutellaris (Dallas, 1852)
- Stictopleurus sericeus (Horváth, 1896)
- Stictopleurus sichuananus Liu & Zheng, 1993
- Stictopleurus subtomentosus (Rey, 1888)
- Stictopleurus subviridis Hsiao, 1977
- Stictopleurus synavei Göllner-Scheiding, 1975
- Stictopleurus unicolor (Jakovlev, 1873)
- Stictopleurus viridicatus (Uhler, 1872)
- Stictopleurus zebraicus (Distant, 1906)